# فرع إبري بلعومي للعصب البلعومي اللساني
الفرع الإبري البلعومي للعصب البلعومي اللساني (بالإنجليزية: Stylopharyngeal branch of glossopharyngeal nerve)‏ والذي يتَزوع في العضلة الإبرية البلعومية.